# Carrereta
Una carrereta és un vehicle de fusta que consisteix en una caixa muntada sobre quatre rodes plenes i que empraven els margers per construir fonts de mina mitjançant la tècnica de la pedra seca.

## Mides i pes
La carrereta sol tenir una llargària d' 1,30 m i una amplària de 70 cm, pel cap baix. El pes sempre és superior als 8 kg.

## Material
Els materials de la carrereta són sobretot la fusta i el metall en els reforços.

## Ús
La carrereta s'empra per transportar pedres i terra per dins la galeria oberta en la construcció d'una font de mina i l'empeny o estira una persona.